# Iwaniwka (hromada Meżowa)
Iwaniwka (ukr. Іванівка) – wieś na Ukrainie, w obwodzie dniepropetrowskim, w rejonie synelnykowskim, w hromadzie Meżowa. W 2001 liczyła 1417 mieszkańców.